# تحت السماء

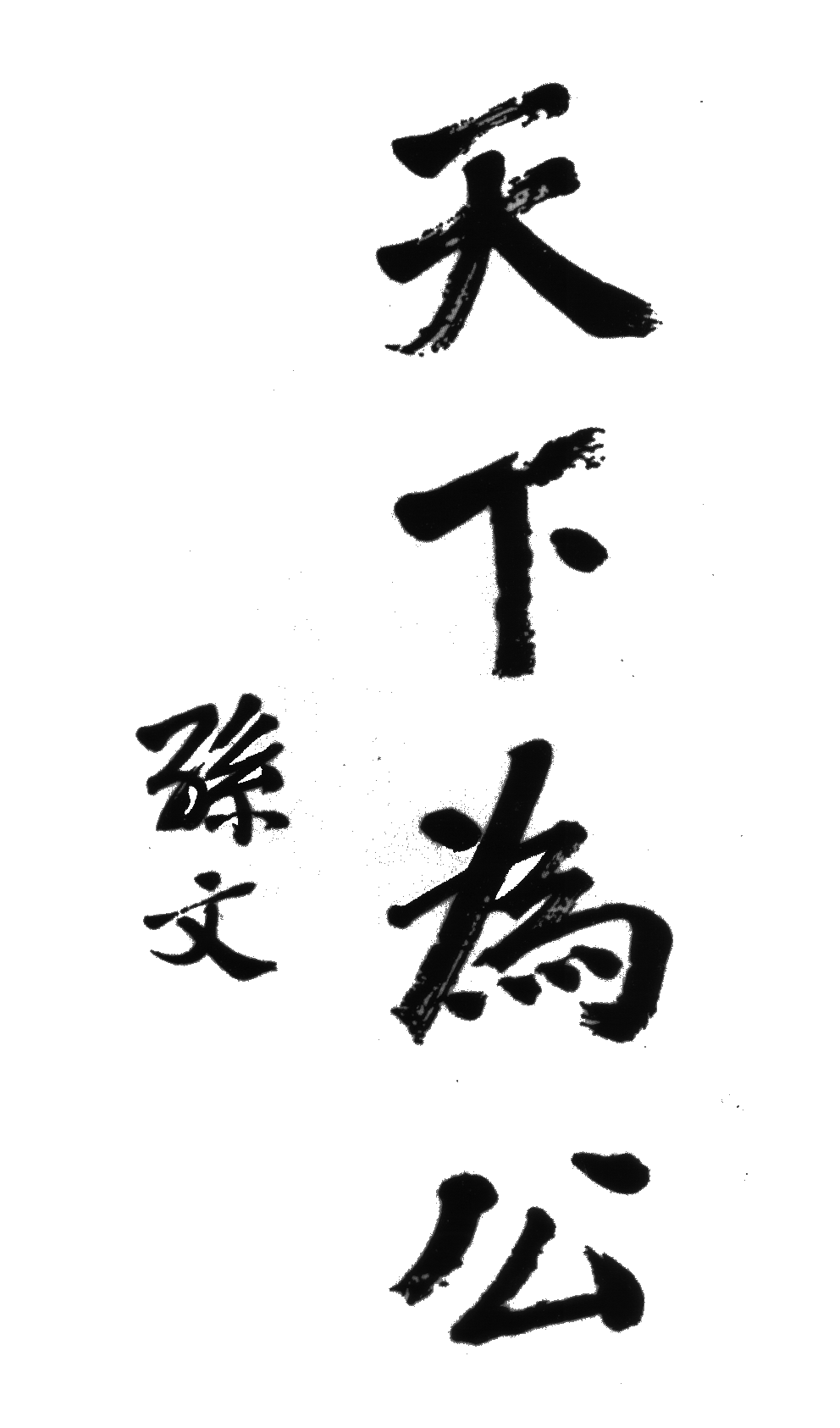

تحت السماء أو كل ما تحت السماء (بالصينية: 天下) وتنطق: تيان خا، هي عبارة في اللغة الصينية تمثل مفهومًا ثقافيًا في الصين. في الفكر السياسي الصيني التقليدي، فإن إمبراطور الصين الذي تلقى الانتداب على السماء، سيُرشح ليحكم تيان خا، التي تمثل العالم أجمع. بالرغم من أنه عمليًا سيكون هناك مناطق في العالم المعروف لا تخضع لسلطة الإمبراطور، فإن النظرية السياسية الصينية تقول بأن الحكام السياسيين لهذه المناطق استمدوا قوتهم من الإمبراطور.

## استخدامات
استخدمت عبارة تيان خا كثيرًا عبر أزمان التاريخ الصيني. فهي الاسم الأصلي للعديد من الأشياء، بدءًا من بوابات المدن، مثل بوابة شانغهاي، إلى المأكولات السريعة التي تستخدم أسماء مثل: «الأول تحت السماء» أو «الأفضل تحت السماء».
وهناك عبارة أخرى تستخدم نفس المفهوم تقول «تيان خا وي جونج» والتي تعني حرفيًا: «الكل متساو تحت السماء» أو في كلمات أخرى، العالم موجود لا للحاكم فقط، بل للكل.
«تيان خا نن شي» تتعلق بتيان خا، معناها «ليس هناك صعوبة تحت السماء».